# ريتشارد أوبراين
ريتشارد أوبراين (بالإنجليزية: Richard O'Brien)‏؛ (25 مارس 1942) ممثل وكاتب ومذيع وممثل صوتي، ومؤدي مسرحي إنجليزي . بدأ مشواره الفني عام 1965 .

## عن حياته
له العديد من الأعمال التلفزيونية والسينمائية بالإضافة إلى انه كان مقدم البرنامج الشهير (ذا كريستال ميز) .

## أعماله

### الأفلام
- Carry On Cowboy (1965) – Rider
- Zee and Co. (1971)
- Four Dimensions of Greta (1972)
- The Rocky Horror Picture Show (1975) – Riff Raff, and the church custodian in the opening scene
- Jubilee (1977) – جون دي
- The Odd Job (1978) – Batch
- Flash Gordon (1980) – Fico
- Shock Treatment (1981) – Dr. Cosmo McKinley
- Robin of Sherwood (1986) – Gulnar
- The Wolves of Willoughby Chase (1989) – James
- كريستال ميز (TV) (1990–1993) – Presenter
- The Ink Thief (TV) (1994) – The Ink Thief
- The Detectives (TV) (1995) – Dr. Phibes, Police Mortician
- سبايس ورلد (فيلم) (1997) – Damien
- Ever After (1998) – Pierre Le Pieu
- مدينة الظلام (1998) – Mr. Hand
- The Mumbo Jumbo (2000) – Archie
- Dungeons & Dragons (2000) – Xilus
- Elvira's Haunted Hills (2001) – Lord Vladimere Hellsubus
- فارس وفادي (2007-2015) – Lawrence Fletcher (Dad)
- Night Train (2009) – Mrs Froy
- Jackboots on Whitehall (2010) – Himmler (voice)
- Manor Hunt Ball (2011) – Uncle Felix
- Mongrels (2011) – Zombie Dog, Series 2 Episode 2

## روابط خارجية
- ريتشارد أوبراين على موقع IMDb (الإنجليزية)
- ريتشارد أوبراين على موقع قاعدة بيانات الأفلام العربية
- ريتشارد أوبراين على موقع ألو سيني (الفرنسية)
- ريتشارد أوبراين على موقع ميوزك برينز (الإنجليزية)
- ريتشارد أوبراين على موقع أول موفي (الإنجليزية)
- ريتشارد أوبراين على موقع قاعدة بيانات برودواي على الإنترنت (الإنجليزية)
- ريتشارد أوبراين على موقع قاعدة بيانات برودواي على الإنترنت (الإنجليزية)
- ريتشارد أوبراين على موقع قاعدة بيانات الأفلام السويدية (السويدية)
- ريتشارد أوبراين على موقع إن إن دي بي (الإنجليزية)
- ريتشارد أوبراين على موقع أول ميوزيك (الإنجليزية)